# Rapanea erythroxyloides
Rapanea erythroxyloides là một loài thực vật có hoa trong họ Anh thảo. Loài này được (Thouars ex Roem. & Schult.) Mez miêu tả khoa học đầu tiên năm 1902.